# 王良 (元朝)
王良，金朝末年、蒙元初年中山唐县（今河北省唐县）人。
金朝末年王良为中山府（治所在今河北定州市）掾，当时百姓遭乱后，多以冤枉入狱，王良前后救活数百人。不久辞去吏职，潜心伊洛之学（程颢、程颐之学），尤其精究天文律历，九十二岁去世。其子王恂三岁，就认识风、丁二字。王良之妻刘氏，是王恂的母亲，教给他《千字文》，过目成诵。